# تپه سیدآباد (چناران)
تپه سیدآباد مربوط به سدهٔ ۳ تا ۷ ه.ق است و در شهرستان چناران، بخش مرکزی، دهستان چناران، ۱۸۰ متری جنوب غرب روستای سیدآباد (۱۸ کیلومتری شهر چناران) واقع شده و این اثر در تاریخ ۱۸ اسفند ۱۳۸۷ با شمارهٔ ثبت ۲۴۹۷۷ به‌عنوان یکی از آثار ملی ایران به ثبت رسیده است.